# Twin Lakes Township (comté de Calhoun, Iowa)
Twin Lakes Township est un township, du comté de Calhoun en Iowa, aux États-Unis,. Le township est fondé en 1877 et est baptisé en référence à deux lacs situés au nord-est.

## Source de la traduction
- (en) Cet article est partiellement ou en totalité issu de l’article de Wikipédia en anglais intitulé « Twin Lakes Township, Calhoun County, Iowa » (voir la liste des auteurs).